# Poste-frontière

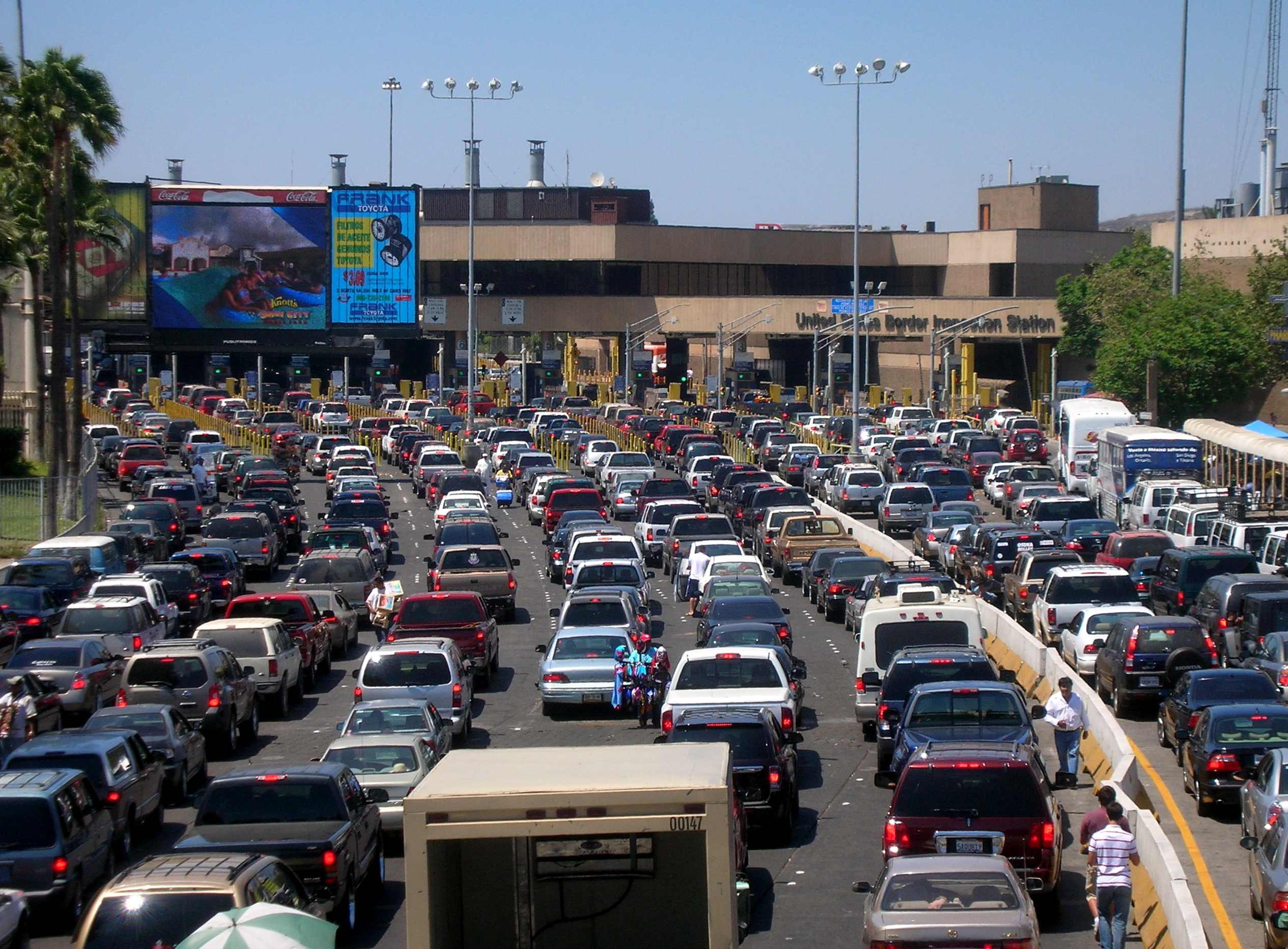
Poste frontière de San Ysidro-Tijuana, entre les États-Unis (Californie) et le Mexique (Basse-Californie).

Un poste-frontière (ou poste frontalier) est un lieu de passage surveillé permettant le franchissement d'une frontière séparant deux pays. En général, des douaniers et des policiers y effectuent des contrôles.

## Description
Les postes-frontières peuvent servir de moyen de pression entre États lorsque l'un d'entre eux décide de les fermer par mesure de rétorsion
Les postes-frontières, peuvent être aussi fermés dans le cadre de mesures sanitaires.
Certains postes-frontières, comme à Wagah (le seul existant entre l'Inde et le Pakistan), ne sont ouverts que durant la journée, et ferment à la tombée de la nuit pour ne rouvrir que le lendemain matin.
Ces vérifications systématiques ne sont pas nécessaires lorsque deux pays riverains agissent concomitamment dans le cadre d'une union douanière. C'est ainsi que les pays signataires de la Convention de Schengen ont supprimé les contrôles entre eux.

## Quelques postes-frontières

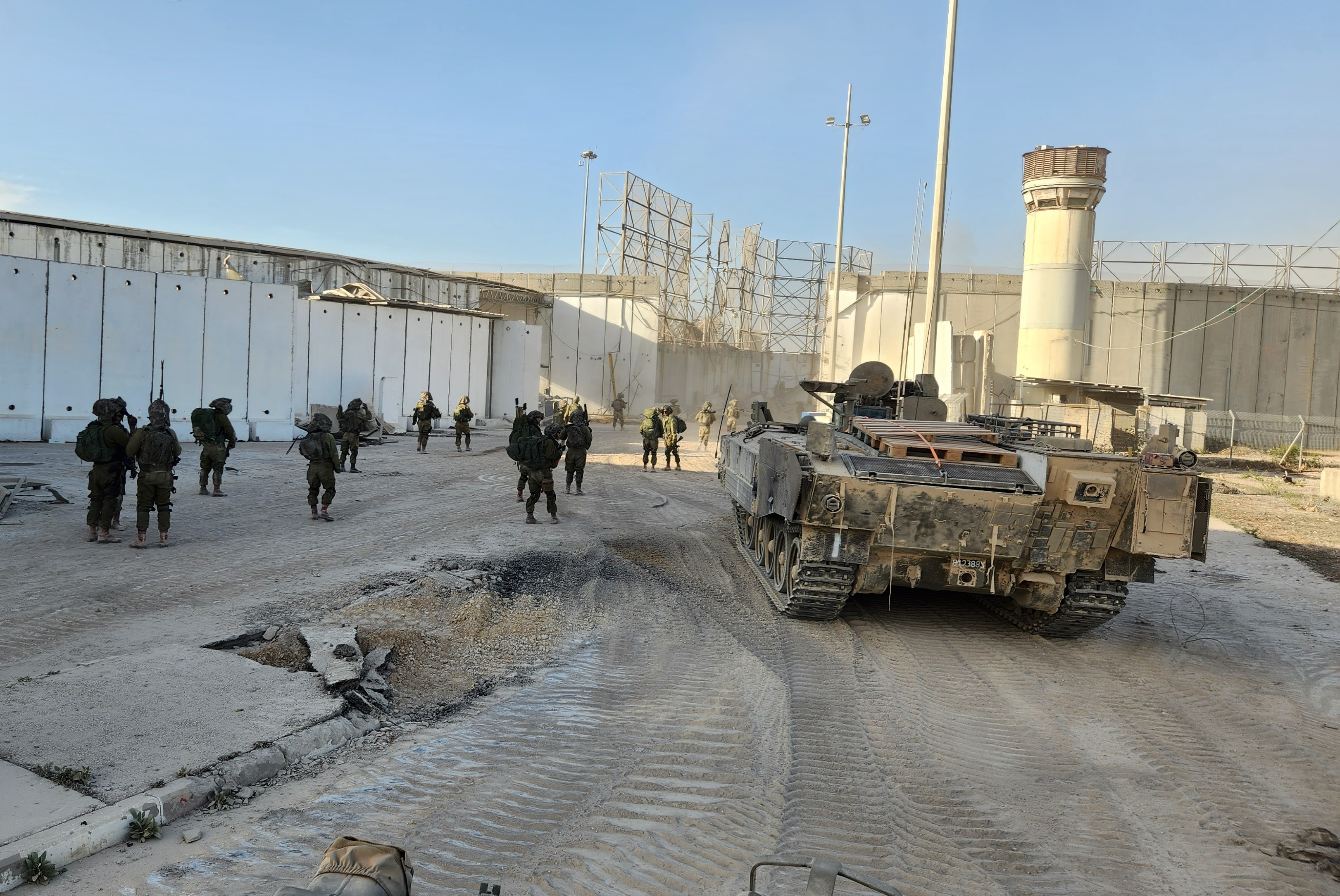
Soldats israéliens traversant le poste-frontière d'Erez, novembre 2023.

- Postes-frontières entre Israël et la bande de Gaza :
  - Poste-frontière d'Erez
  - Poste-frontière de Karni
  - Poste-frontière de Kerem Shalom
- Poste-frontière de Rafah entre la bande de Gaza et l'Égypte.
- Postes-frontières de Berlin entre Berlin-Ouest et la RDA.
- Checkpoint Alpha entre la RFA et la RDA, sur la frontière intérieure allemande
- Poste-frontière de Derby Line–Stanstead entre les États-Unis et le Canada.
- Poste frontalier de Saint-Bernard-de-Lacolle entre les États-Unis et le Canada.